# Gustave Crabbe
Gustave Crabbe (Molenbeek-Saint-Jean, 4 giugno 1914 – 3 luglio 1978) è stato un cestista belga.

## Carriera
Ha disputato con la nazionale belga le Olimpiadi di Berlino 1936, giocando le partite contro Uruguay e Messico.